# 1988 RK
1988 RK är en asteroid i huvudbältet som upptäcktes den 8 september 1988 av den amerikanska astronomen Eleanor F. Helin vid Palomarobservatoriet.
Asteroiden har en diameter på ungefär 7 kilometer.